# 사디오 마네
사디오 마네(프랑스어: Sadio Mané, 1992년 4월 10일 ~ )는 사우디 프로페셔널리그의 알나스르와 세네갈 국가대표팀에서 공격수 또는 레프트 윙어로 활약하는 세네갈의 프로 축구 선수이다. 그는 역사상 가장 위대한 아프리카 선수 중 한 명으로 널리 알려져 있다.

## 구단 경력

### 메스
2011년 프랑스 리그 되의 FC 메스 입단을 통해 프로에 정식 입문한 뒤 2012년 1월 14일 SC 바스티아와의 2011-12 리그 되 경기에서 프로 데뷔전을 치렀으며 이후 2012-13 시즌 초반까지 공식전 23경기 2골을 기록했다.

### 레드불 잘츠부르크
2012년 8월 FC 메스를 떠나 오스트리아 분데스리가의 명문 구단인 레드불 잘츠부르크로 이적하여 2014-15 시즌 초반까지 공식전 87경기 45골을 터뜨리는 맹활약을 펼치면서 2012-13 리그 준우승, 2013-14 리그 우승, 2012-13 오스트리아컵 4강, 2013-14 오스트리아컵 우승을 이끌었다.

### 사우샘프턴
2014-15 시즌이 진행 중이던 2014년 9월 1일 잉글랜드 프리미어리그의 사우샘프턴 FC로 트레이드되어 2015-16 시즌까지 두 시즌 동안 공식전 75경기 25골을 터뜨리면서 팀의 두 시즌 연속 UEFA 유로파리그 진출(2015-16, 2016-17)에 기여했다.

### 리버풀
2015-16 시즌을 마치고 잉글랜드 프리미어리그의 명문팀인 리버풀 FC로 둥지를 튼 이후 2021-22 시즌까지 여섯 시즌 동안 공식전 269경기 120골을 터뜨리면서 모하메드 살라와 함께 리버풀 공격의 축을 담당했으며 해당 기간 동안 2017-18년 UEFA 챔피언스리그 준우승, 프리미어리그 2018-19 준우승, 2018-19년 UEFA 챔피언스리그 우승, 2019년 UEFA 슈퍼컵 우승, 2019년 FIFA 클럽 월드컵 우승, 프리미어리그 2019-20 우승, 2021-22 시즌 더블 달성(EFL컵과 잉글랜드 FA컵 우승), 2021-22년 UEFA 챔피언스리그 준우승, 프리미어리그 2021-22 준우승, FA 커뮤니티 실드 2연속 준우승 등의 수많은 업적들을 이뤄내면서 리버풀의 전성기를 이끌었다.

### 바이에른 뮌헨
2022년 6월 22일 계약기간 3년, 주급 3억 9800만원, 이적료 563억원에 독일 분데스리가의 바이에른 뮌헨과 입단 계약을 체결했다.

#### 22-23 시즌
2023년 3월 11일, 마네는 바이에른 뮌헨이 알리안츠 아레나에서 FC 아우크스부르크를 5-3으로 이긴 분데스리가 24라운드에서 왼쪽 공격수 자리에 선발출전했다. 그는 이 경기에 출전하면서 2022년에 부상을 입은 이후 2023년에 바이에른 뮌헨 소속으로 첫 번째 선발 경기를 소화했다. 마네는 19분 바이시클 킥을 날려 뱅자맹 파바르의 골을 유도하면서 2023년 첫 직접 도움을 기록했다. 50분에는 리로이 자네의 패스를 받아 골을 넣었지만 이 골은 오프사이드 판정을 받아 취소되었다. 이후 72분 마티스 텔과 교체되었다.
2023년 4월 11일, 마네는 바이에른 뮌헨이 에티하드 스타디움에서 맨체스터 시티에게 0대 3으로 패배한 22-23 UEFA 챔피언스리그 8강 1전에서 69분 자말 무시알라와 교체되면서 그라운드에 투입되었다. 마네는 이 경기에서 공격포인트를 만들지 못했다.
마네는 83분 리로이 자네와 동선 문제로 인해 그라운드에서 다투었고 경기가 끝난 후 드레싱룸에서 자네와 다시 충돌했으며 자네와 싸우는 과정에서 자네의 얼굴을 가격했다. 바이에른 뮌헨은 마네에게 2023년 4월 15일에 있을 1899 호펜하임과의 분데스리가 28라운드 경기 명단제외와 벌금 징계를 부여했다.

### 알나스르
2023년 8월 1일, 사우디 프로페셔널리그의 알나스르로 이적했다.

## 국가대표 경력

### 청소년 대표팀
세네갈 U-23 대표팀 소속으로 2012년 하계 올림픽 본선에 참가하여 A조 조별리그 3경기를 모두 선발로 출전하며 비록 득점은 기록하지 못했지만 성인대표팀과 U-23 대표팀을 통틀어 세네갈 축구 역사상 첫 올림픽 8강 진출이라는 새 역사의 주역으로 활약했다.

### 성인 대표팀
2012년 세네갈 A대표팀에 첫 발탁된 이후 같은 해 6월 2일 아프리카 최약체팀인 라이베리아와의 2014년 FIFA 월드컵 아프리카 지역 2차 예선 J조 1차전에서 국제 A매치 데뷔골을 터뜨리며 팀의 3-1 완승에 일조했다.
이후 2015년 아프리카 네이션스컵 본선 엔트리에 합류했지만 EPL 경기로 인해 뒤늦게 대표팀에 소집되면서 가나와의 C조 조별리그 첫 경기에는 뛰지 못했고 남아프리카 공화국과의 C조 조별리그 2차전 경기 때부터 투입되었음에도 이렇다할 활약을 보여주지 못하면서 결국 조별리그 탈락의 쓴 맛을 보고 말았다.
그리고 2017년 아프리카 네이션스컵을 통해 2회 연속 아프리카 네이션스컵 본선에 출전하여 B조 조별리그에서 2골을 터뜨리는 등 준수한 활약을 펼치며 팀의 8강 진출을 이끌었지만 라이벌 카메룬과의 8강전 승부차기에서 뼈아픈 실축을 저지르면서 4강 문턱에서 눈물을 흘렸다.
그 후 2018년 FIFA 월드컵 아프리카 지역 예선 8경기에서 2골을 뽑아내며 세네갈의 16년만의 월드컵 본선행을 이끌었고 본선 H조 조별리그에서도 일본을 상대로 득점을 기록하면서 세네갈의 중심축 역할을 잘 수행했음에도 일본에 페어플레이 점수에서 밀리면서 조 3위로 아쉽게 조별리그 탈락의 고배를 마셔야만 했다.
2021년 아프리카 네이션스컵에서 마네는 세네갈 대표로 출전해 처음으로 대회 우승을 차지했다. 이집트와의 결승전, 리버풀 팀 동료 모하메드 살라와의 경기에서 마네는 전반 7분 페널티킥을 막아냈지만 승부차기에서 결승골을 넣었다. 마네는 결승골을 터뜨리며 우승 트로피를 거머쥐었고, 결승전 전까지 3골 2도움을 기록하며 대회 최우수 선수로 선정되었다. 2022년 FIFA 월드컵 예선 3라운드에서는 이집트와의 승부차기에서 합계 1-1 무승부를 기록하며 결승골을 넣으며 자국을 2022년 FIFA 월드컵 본선에 진출시켰다.
2022년 6월 4일, 마네는 2023년 아프리카 네이션스컵 예선에서 베냉을 상대로 해트트릭을 기록하며 3-1 승리를 거두었고, 32골로 앙리 카마라를 제치고 세네갈 역사상 최다 득점자가 되었다.
그러나 월드컵 개막 12일 전인 2022년 11월 8일 알리안츠 아레나에서 열린 베르더 브레멘과의 분데스리가 2022-23 14라운드 홈 경기 도중 정강이 부상을 당하면서 결국 월드컵 본선 출전이 좌절되는 아픔을 겪었다.
마네는 2023년 11월 18일, 남수단과의 2026년 FIFA 월드컵 예선 경기에서 두 골을 넣으며 세네갈 국가대표팀으로 100번째 출전했다.
2023년 12월, 마네는 코트디부아르에서 열리는 연기된 2023년 아프리카 네이션스컵 세네갈 국가대표팀에 발탁되었다.

## 출전 통계
| 클럽          | 시즌    | 출전 | 득점 |
| ------------- | ------- | ---- | ---- |
| 메츠          | 2011-12 | 19   | 1    |
| 메츠          | 2012-13 | 4    | 1    |
| 잘츠부르크    | 2012-13 | 29   | 19   |
| 잘츠부르크    | 2013-14 | 50   | 23   |
| 잘츠부르크    | 2014-15 | 8    | 3    |
| 사우스햄튼    | 2014-15 | 32   | 10   |
| 사우스햄튼    | 2015-16 | 43   | 15   |
| 리버풀        | 2016-17 | 29   | 13   |
| 리버풀        | 2017-18 | 44   | 20   |
| 리버풀        | 2018-19 | 50   | 26   |
| 리버풀        | 2019-20 | 47   | 22   |
| 리버풀        | 2020-21 | 48   | 16   |
| 리버풀        | 2021-22 | 51   | 23   |
| 바이에른 뮌헨 | 2022-23 | 38   | 12   |
| 알나스르      | 2023-24 | 50   | 19   |
| 알나스르      | 2024-25 | 24   | 7    |

## 수상

#### 레드불 잘츠부르크
- 분데스리가 : 2013-14
- 오스트리아 컵 : 2013-14

#### 리버풀
- 프리미어리그 : 2019-20
- FA컵 : 2021-22
- EFL컵 : 2021-22
- UEFA 챔피언스리그 : 2018-19
- UEFA 슈퍼컵 : 2019
- FIFA 클럽 월드컵 : 2019

#### 바이에른 뮌헨
- 분데스리가 : 2022-23
- DFL 슈퍼컵 : 2022

#### 알나스르
- 아랍 클럽 챔피언스컵 : 2023

#### 세네갈
- 아프리카 네이션스컵 : 2021

### 개인
- 프리미어리그 득점왕 : 2018-19[21]
- 프리미어리그 이 달의 선수 3회
- PFA 올해의 팀 : 2016-17, 2018-19, 2019-20, 2021-22
- UEFA 챔피언스리그 시즌의 스쿼드[22] : 2018-19
- UEFA 올해의 팀[23] : 2019
- ESM 올해의 팀 : 2018-19
- 옹즈도르 : 2018-19
- 아프리카 올해의 선수 : 2019, 2022
- CAF 올해의 팀 : 2015, 2016, 2018, 2019
- 리버풀 올해의 선수 : 2016-17
- 세네갈 공화국 공로장 : 2022[24]
- 소크라치스 상 : 2022

#### 국가대표
- 아프리카 네이션스컵 MVP : 2021
- 아프리카 네이션스컵 대회 베스트 : 2019, 2021
- FIFA 월드컵 MoM : vs 일본 (2018, 조별리그)

## 같이 보기
- A매치 100경기 이상 출전한 축구 선수 명단